# 桜井海浜ふれあい広場
桜井海浜ふれあい広場（さくらいかいひんふれあいひろば）は、愛媛県今治市桜井にある海浜公園である。

## 概要
海浜と一体となった広場で、スポーツ遊戯ゾーン、イベントゾーン、休憩・散策ゾーン、センターゾーン、管理ゾーンで構成されている。海岸に面し緩傾斜護岸が整備されており、海水浴やキャンプなどを通じて瀬戸内の海と親しみ憩い集う広場として活用されている。
公園内にはサッカー場が整備されており、JFAアカデミー今治の練習などで利用されている。

## 施設
- サッカー場 
  - 人工芝グランド：一般用1面、少年用2面[2]
  - 更衣室：温水シャワー、トイレ、医務室[2]
  - 観客席：コンクリート3段[2]
- キャンプ場
  - 炊事棟[3]
  - シャワー（7・8月のみ利用可）[3]

## アクセス
- 今治小松自動車道今治湯ノ浦インターチェンジより車で約10分。
- 瀬戸内運輸（せとうちバス）「東桜井停留所」で下車して徒歩で約20分。